# Der rote Monarch
Der rote Monarch (Red Monarch) ist ein britisch-US-amerikanischer Spielfilm aus dem Jahr 1983 nach einer literarischen Vorlage des KGB-Überläufers und späteren Schriftstellers Juri Krotkow. Es werden Szenen aus dem Alltag Josef Stalins gezeigt, überwiegend aus seinen letzten Lebensmonaten um 1952/53. Regie führte Jack Gold.

## Handlung
Anfang der 1950er Jahre: Stalin ist auf dem Höhepunkt seiner Macht sowie seiner Paranoia. Er spürt den Tod nahen. Er träumt immer öfter, dass große Hunde an seinen Füßen nagen, wovon er regelmäßig schweißnass aufwacht. Er ist umgeben von einem Politbüro, das er verachtet (Diese Scheißer) und das er ständig spüren lässt, dass auch sie ganz schnell als Volksfeinde erschossen werden könnten. Als er zum Beispiel lesen muss, dass die sowjetische Basketballmannschaft in der Vorrunde gegen Frankreich ausgeschieden ist, beraumt er eine Sondersitzung des Politbüros ein. Die Mitglieder des Politbüros müssen sich vorher eine Leibesvisitation gefallen lassen, nur Lawrenti Beria kommt unkontrolliert zu Stalin. Danach führt Stalin sie alle vor wie die Schulbuben.
Gelegentlich macht er sich einen Spaß daraus, ihnen klarzumachen, dass sie alle als seine treuesten Genossen vermutlich der Volkszorn treffen werden wird, wenn er mal nicht mehr da ist. Beria, Innenminister, Minister für Staatssicherheit und sein Mann fürs Grobe, verspricht ihm daraufhin noch wachsamer zu sein und die Quote der Erschießungen zu erhöhen. Aber auch Beria ist nicht vor Stalins tückischen Scherzen sicher. Eines Tages ruft Stalin nach ihm, auf seinem Schreibtisch liegt die Akte Beria. Er liest Aussagen mittlerweile erschossener Volksfeinde vor, die gestanden hatten, dass sie nach Wettkämpfen dem Genossen Beria oft die hübschesten Sportlerinnen vorbeibringen mussten. Auch Beria erzittert und erbleicht. Mit einem freundlichen Rat, er möge doch etwas diskreter vorgehen, entlässt er schließlich Beria. Zusammen mit seinem Leibdiener prüft er dann Berias Sessel und lacht: „Wenigstens hat er sich nicht so wie die anderen eingeschissen“.

## Wirkung und biographische Probleme
Die Kritiker der ersten Vorführung sollen irritiert gewesen sein. Was hatten sie da gesehen? Eine Biographie? Eine Komödie? Eine Tragödie? Ein dazugeladener Historiker kommentierte dazu, dass alle wichtigen Details authentisch seien, nur für den Schluss seien mehrere Darstellungen überliefert, die aber allesamt (1983) nicht nachprüfbar seien:
Seit Stunden hört man am 5. März 1953 keinen Ton aus Stalins Schlafzimmer. Stalin reagiert nicht auf Anklopfen. Das Politbüro versammelt sich vor der Türe und berät, bis sich endlich der bullige Chruschtschow entschließt, die Tür einzudrücken. Stalin liegt starr da, an seinen Mundwinkeln Speichelreste. Einer ruft: „Stalin ist tot, der Mistkerl ist tot“ worauf sie sich in die Arme fallen und einige sogar euphorisch zu tanzen beginnen. Plötzlich öffnet der starre Stalin ein Auge. Entsetzt rennen sie aus dem Schlafzimmer. Als erster erholt sich Beria von dem Schreck, kommt zurück und erwürgt Stalin endgültig – im Beisein des Politbüros.

## Sonstiges
- Jack Gold wurde gefragt, als was er sein Werk verstanden wissen wollte. Er bestand darauf, dass er eine Komödie abgeliefert hätte.
- Der Film wurde vom ZDF gekauft, in eigener Regie synchronisiert und zuletzt 1993 ausgestrahlt. Er wird gelegentlich in der Woche um Stalins Todestag gezeigt.

## Kritik
„Eine einfallsreich inszenierte, in der Hauptrolle glänzend gespielte rabenschwarze Polit-Groteske, die keinen makabren Einfall und keine absurde Situation ausläßt, um den Tyrannen der Lächerlichkeit preiszugeben.“